# Euophrys manicata
Euophrys manicata är en spindelart som först beskrevs av Simon 1871.  Euophrys manicata ingår i släktet Euophrys och familjen hoppspindlar. Inga underarter finns listade i Catalogue of Life.